# ASA Târgu Mureș
AS Armata Târgu-Mureș was een Roemeense voetbalclub uit Târgu Mureș.
De club werd in 1962 opgericht en groeide uit tot een grote club, die in 1967 naar de hoogste klasse promoveerde. In 1970 degradeerde de club weer. Na een jaar promoveerde de club weer en werd vierde. In 1975 werd de club vicekampioen en mocht voor het eerst deelnemen aan de UEFA Cup, hier nam de club drie seizoenen op rij aan deel maar werd telkens in de eerste ronde uitgeschakeld.
Na enkele middelmatige seizoenen werd Armata Târgu-Mureș in 1980 bijna gedegradeerd. De volgende seizoenen ging de club op en neer tussen een plaats in de betere en mindere middenmoot tot een nieuwe degradatie volgde in 1986. Ook nu kon de club na één seizoen terugkeren maar degradeerde in 1989 opnieuw. Armata keerde nog eenmalig terug voor seizoen 1991/92. In 2000 degradeerde de club naar de derde klasse.
De club kwam financieel nauwelijks rond en kreeg geen steun van de stad. In 2006 veranderde de club de naam in Maris en verhuisde naar een nabijgelegen dorp. Een jaar later werd de club opgeheven.
In het seizoen 2014/15 speelde de club weer in de hoogste klasse na een promotie in het seizoen 2013/14. Na een tijd meestrijden om de titel, eindigde de club als tweede. Hierdoor kwalificeerde ze zich voor de UEFA Europa League. Op 8 juli 2015 werd de Roemeense supercup gewonnen door met 1-0 van landskampioen Steaua Boekarest te winnen. Het enige doelpunt werd gemaakt door Mircea Axente.

## Targu in Europa
Uitslagen vanuit gezichtspunt 
| Seizoen | Competitie | Ronde | Land                                          | Club           | Totaalscore | 1e W    | 2e W    | PUC |
| ------- | ---------- | ----- | --------------------------------------------- | -------------- | ----------- | ------- | ------- | --- |
| 1975/76 | UEFA Cup   | 1R    | Vlag van Duitse Democratische Republiek       | Dynamo Dresden | 3-6         | 2-2 (T) | 1-4 (U) | 1.0 |
| 1976/77 | UEFA Cup   | 1R    | Vlag van Joegoslavië                          | Dinamo Zagreb  | 0-4         | 0-1 (T) | 0-3 (U) | 0.0 |
| 1977/78 | UEFA Cup   | 1R    | Vlag van Griekenland (1822-1970 en 1975-1978) | AEK Athene     | 1-3         | 1-0 (T) | 0-3 (U) | 2.0 |

Totaal aantal punten voor UEFA coëfficiënten: 3.0